# Diamante (nome)
Diamante  è un nome proprio di persona italiano maschile e femminile.

## Varianti
- Maschili: Adamante[2]
  - Alterati: Diamantino
- Femminili: Adamante[2]
  - Alterati: Diamantina

### Varianti in altre lingue
Femminili
- Greco moderno: Διαμαντω (Diamantō)[3], Διαμαντινα (Diamantina)[3]
- Greco antico: Αδαμαντία (Adamantia)
- Inglese: Diamond[4][5]
- Lituano: Deimantė
- Altre: Diamanda[6]

Maschili
- Greco antico: Αδαμάντιος (Adamantios)
- Inglese: Diamond[5]
- Latino: Adamantius, Adamantis[2]

## Origine e diffusione

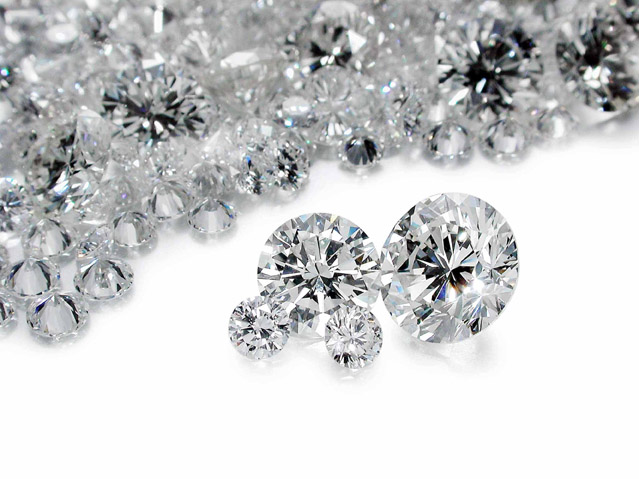
Dei diamanti

Riprende il nome del diamante, una delle gemme più note, e rientra quindi in tutta quella schiera di nomi ispirati alle pietre preziose, come anche Zaffiro, Giada, Esmeralda, Topazia, Beryl e via dicendo.
Etimologicamente, il termine si basa sul greco αδαμας (adamas), che vuol dire "invincibile", "indomabile", "inflessibile", "indistruttibile", probabilmente derivato da daman ("domare", "conquistare") combinato con un'alfa privativa. Il termine passò in latino dapprima come adamas, adamantem, giungendo in volgare nella forma adiamantem e infine in tardo latino come diamas, diamantem.
Il nome è presente anche nella mitologia greca, dove Adamante era un fratello di Ecuba.

## Onomastico
Il nome Diamante è adespota, ovvero non ha santo patrono. L'onomastico ricade pertanto il 1º novembre, giorno di Ognissanti.

## Persone

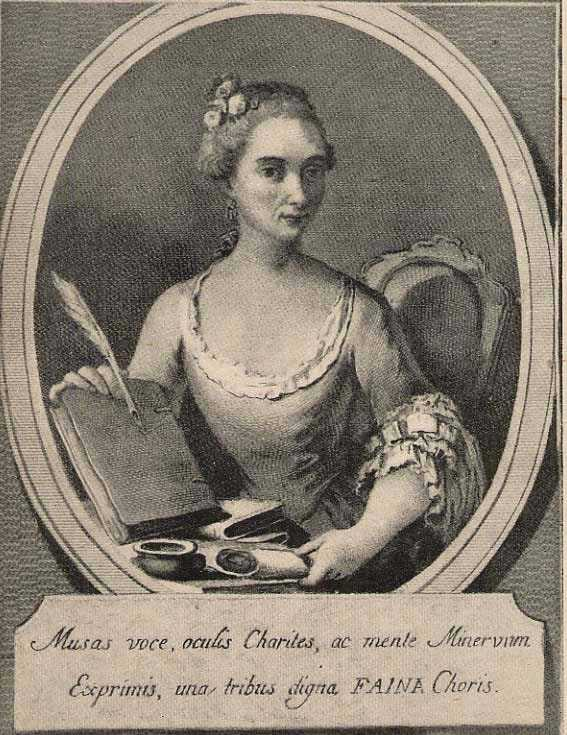
Diamante Medaglia Faini

### Femminile
- Diamante Medaglia Faini, poetessa italiana
- Diamante Maria Scarabelli, soprano italiano

### Varianti femminili
- Diamond Dixon, atleta statunitense
- Diamond Foxxx, pornoattrice statunitense
- Diamanda Galás, musicista, cantante e pianista statunitense
- Adamantia Paizis, scacchista italiana

### Varianti maschili
- Adamantios Androutsopoulos, politico greco
- Diamond Jenness, antropologo e archeologo canadese
- Adamantios Korais, filologo greco
- Diamantino Miranda, calciatore e allenatore di calcio portoghese

## Il nome nelle arti
- Diamond è un personaggio del romanzo di George MacDonald At the Back of the North Wind.
- Diamante è uno dei due protagonisti del libro Vita di Melania Gaia Mazzucco.
- Diamante è una delle protagoniste della saga letteraria per bambini Principesse del regno della fantasia.